# Zvona (Rijeka)
Marijin Trsat, hrvatski katolički mjesečnik za kršćansku kulturu.

## Povijest
Pokrenut je 1963. godine. Izlazio je pod imenom Bakarska zvona, a od 1981. kao Zvona. Izlazio je mjesečno, a povremeno neredovito. Izdavači su dosad bili Uprava Svetišta Gospe Trsatske. Izlazio je u Bakru i Rijeci. Uređivali su ga Josip Šojat, Ante Sironić, Ivan Devčić, Arsen Badurina, Gordana Fumić, Ured za odnose s javnošću Riječke nadbiskupije te Helena Anušić.